# Quvenzhané Wallis
Quvenzhané Wallis (ur. 28 sierpnia 2003 w Houmie, w stanie Luizjana) – amerykańska aktorka dziecięca, nominowana w wieku 9 lat do Oscara w kategorii Najlepsza aktorka pierwszoplanowa za rolę w filmie Bestie z południowych krain, przez co stała się najmłodszą nominowaną w tej kategorii w historii. Została także uhonorowana nagrodą Critics’ Choice Movie Awards.

## Filmografia
- 2012: Bestie z południowych krain (Beasts of the Southern Wild) jako Hushpuppy[1]
- 2013: Zniewolony (12 Years a Slave) jako Margaret Northup[1]
- 2013: Boneshaker jako Blessing[1]
- 2014: Annie jako Annie[1]
- 2014: The Prophet jako Almitra (głos)
- 2015: Ojcowie i córki jako Lucy
- 2016: Trolle jako Harper (głos)
- 2019: Czarno to widzę jako Kyra (serial)

## Nagrody i nominacje
- 2013: wygrana Critics’ Choice Movie Awards[3]
- 2013: nominacja Critics’ Choice Movie Awards[3]
- 2015: nominacja Critics’ Choice Movie Awards[3]
- 2012: wygrana Nagroda Satelita[3]
- 2012: nominacja Nagroda Gotham[3]
- 2012: wygrana Nagroda NBR[3]
- 2013: nominacja Independent Spirit Awards[3]
- 2013: nominacja do Saturna[3]
- 2013: wygrana Czarna Szpula[3]
- 2013: nominacja Złoty Popcorn[3]
- 2015: nominacja Złoty Glob[3]
- 2015: nominacja Czarna Szpula[3]
- 2016: nominacja Czarna Szpula[3]